# Dalima patularia
Dalima patularia là một loài bướm đêm trong họ Geometridae.

## Hình ảnh

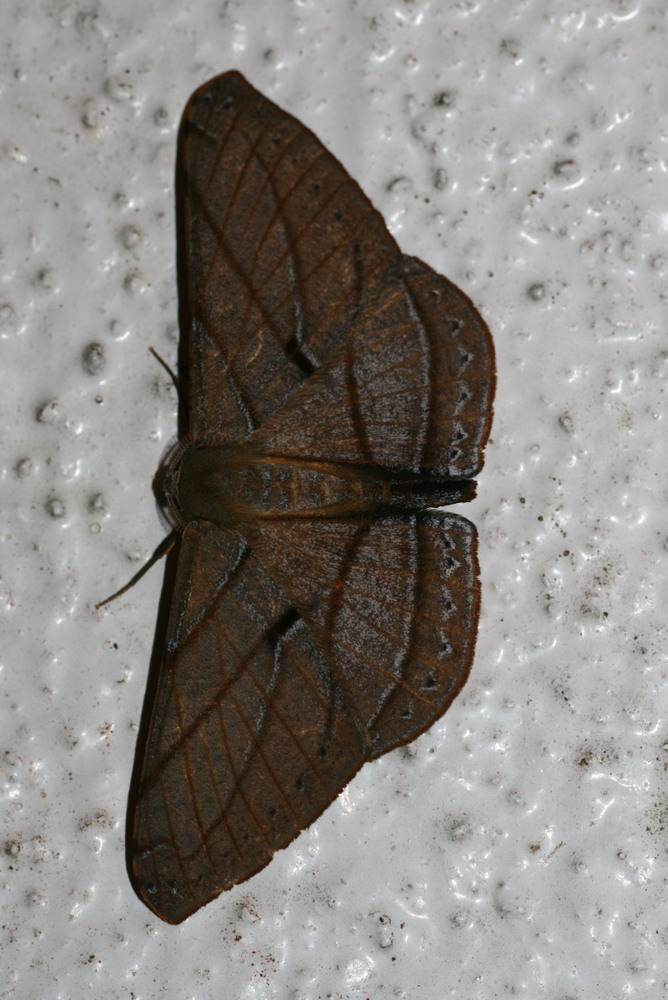
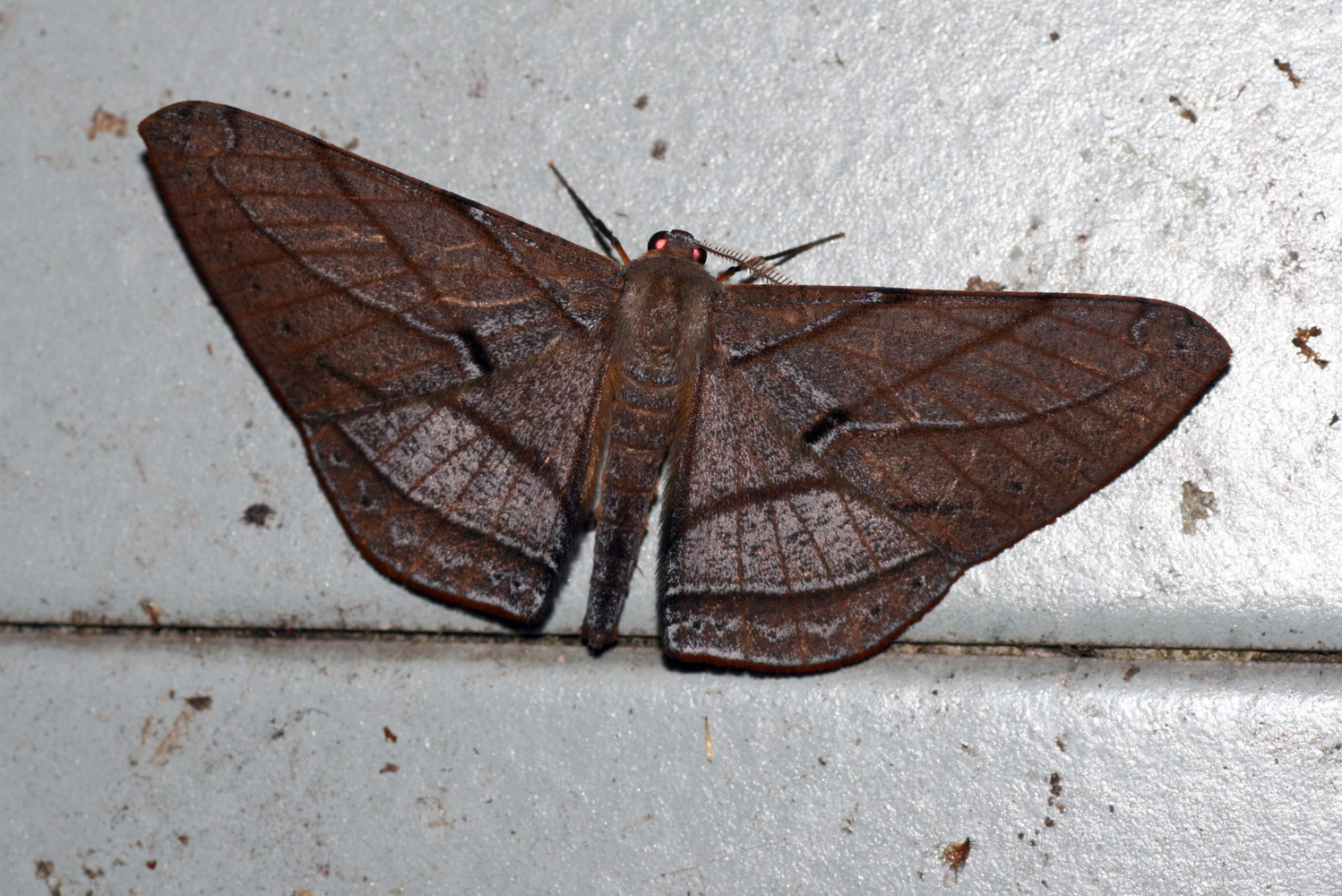